# 오코넬 거리

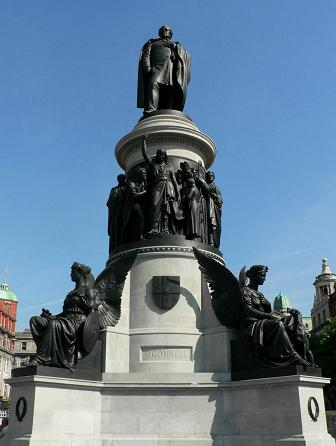
19세기 민족주의 지도자인 대니얼 오코넬의 상

오코넬 거리(O'Connell Street, 아일랜드어: Sráid Uí Chonaill는 더블린의 가장 유명한 번화가이며 중심부에 위치해 있다. 유럽에서 가장 크고 넓은 거리들 중 하나이며 1924년까지는 새크빌 거리로 불렸다. 1924년, 더블린 시의회는 민족주의자인 대니얼 오코넬을 기리기 위해 거리명을 바꾸었다. 또한 거리에는 그의 상이 세워져있으며 거리를 내려다보고 있다. 오코넬 거리에서 가장 유명한 것은 중앙 우체국이며 이 거리는 아일랜드 내전 당시의 더블린 전투의 주 전장으로도 유명하다.
더블린의 주요 상점과 국가기관들은 모두 이 거리에 밀집해 있다.

## 역사
오코넬 거리는 17세기의 드로게다(Drogheda)라는 이름의 거리에서 유래되었다.